# 박종웅
박종웅(朴鍾雄, 1953년 8월 9일~)은 대한민국의 정치인이다. 제14·15·16대 국회의원을 지낸 3선 국회의원이다. 2011년 5월부터 2013년 6월까지 제19대 대한석유협회 회장을 지냈다.
부산 출신으로 경남중학교와 경남고등학교를 나왔다. 서울대 법과대학을 졸업하였으며, 신민당 김영삼 총재의 공보비서관으로 일했다.
1993년 4월 23일에 치러진 재보궐선거에서 부산 사하구 선거구에 출마했으며 52.74%의 득표율로 당선되며 제14대 국회의원이 되었다. 이후 15·16대 국회의원에 당선되었다. 2004년 17대 국회의원 선거를 앞두고 공천을 받지 못하여 탈당하였으며, 무소속으로 출마했으나 3위로 낙선했다. 한편 이 선거에서 사하구 을 선거구의 보수 표심이 한나라당 최거훈 후보와 박종웅 후보로 나뉘면서 열린우리당의 조경태 후보가 당선되는 일이 발생했다.

## 학력
- 송도초등학교
- 경남중학교
- 경남고등학교
- 서울대학교 법과대학

## 경력
- 신민당 김영삼총재 공보비서관
- 민주화추진협의회 기획위원
- 청와대 민정비서관
- 제14대 국회의원(부산 사하구)
- 제15대 국회의원(부산 사하구 을)
- 제16대 국회의원(부산 사하구 을)
- 2002년 부산아시안게임 조직위원, 집행위원[5]
- 제19대 대한석유협회 회장(2011년~2013년)[6]

## 역대 선거 결과
|  | 52.74% |

|  | 62.49% |

|  | 57.04% |

|  | 15.00% |

## 같이 보기
- 부산 사하구의 국회의원
- 사하구 (선거구)
- 사하구 을

## 참고 문헌
- 선거정보도서관 보관됨 2019-02-17 - 웨이백 머신 후보자선전물 > 제15·16·17대 국회의원 후보 박종웅 공보